# Coenosia crassicauda
Coenosia crassicauda är en tvåvingeart som beskrevs av Stein 1911. Coenosia crassicauda ingår i släktet Coenosia och familjen husflugor. Inga underarter finns listade i Catalogue of Life.